# NGC 5121
NGC 5121 (również PGC 46896) – galaktyka spiralna (Sa), znajdująca się w gwiazdozbiorze Centaura. Odkrył ją John Herschel 26 czerwca 1834 roku.